# .tn
.tn ist die länderspezifische Top-Level-Domain (ccTLD) von Tunesien. Sie wurde am 17. Mai 1991 eingeführt und wird durch die Agence Tunisienne d’Internet mit Hauptsitz in Tunis verwaltet.

## Eigenschaften
Das internationalisierte Pendant von .tn lautet تونس. (.tūnis), dennoch unterstützen die meisten Registrare weiterhin nur alphanumerische Zeichen. Insgesamt darf eine .tn-Domain zwischen 2 und 63 Zeichen lang sein. Für die Vergabe ist es nicht mehr notwendig, einen Wohnsitz oder eine Niederlassung im Land nachzuweisen, jedoch muss man sich bei einem von Tunesien anerkannten und dort wohnhaften Vertreter registrieren lassen.